# La Filomena

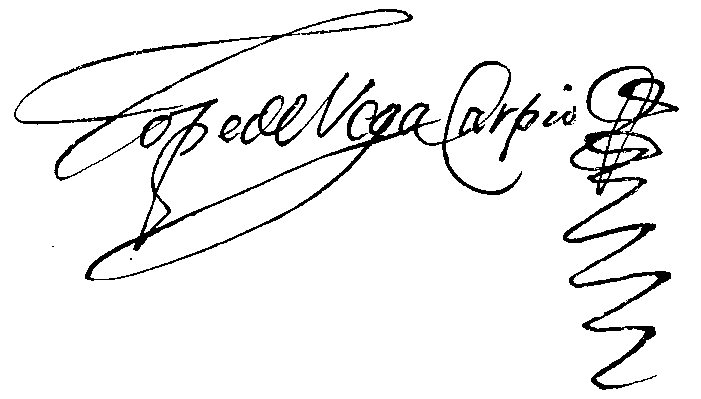
Podpis Lopego de Vega

La Filomena (Filomena) – poemat epicki o charakterze mitologicznym hiszpańskiego poety i dramaturga Lopego de Vega, ogłoszony w 1621 w tomie La Filomena con otras diversas rimas, prosas y versos. Poemat składa się z dwóch części. Utwór jest napisany zasadniczo oktawą (octava real), czyli strofą ośmiowersową pochodzenia włoskiego (ottava rima) rymowaną abababcc, niezwykle popularną w renesansowej i barokowej epice włoskiej, hiszpańskiej i portugalskiej. Utwór został zadedykowany wielmożnej pani Leonor Pimentel. W warstwie fabularnej został oparty na przekazie Metamorfoz Owidiusza o Filomenie (Filomeli). Filomela, siostra Prokne, została zgwałcona przez Tereusza, męża Prokne i króla. Sprawca odciął jej język, żeby nie mogła zdradzić tajemnicy. Ona jednak wyszyła wszystko na płótnie. Prokne pomściła siostrę, przyrządzając mężowi posiłek z ciała ich dziecka. La Filomena jest jednym z mitologicznych poematów Lopego de Vega, obok m.in. La Circe i La Andromeda. Prawdopodobnie Lope de Vega napisał Filomenę w odpowiedzi na niezwykle popularny poemat Luis de Góngora y Argote Fábula de Polifemo y Galatea, wcześniejszy o osiem lat.
Dulcísima, de amor ave engañada, 

reina del aire en su región primera,

alma sin cuerpo, en sola voz fundada 

principio de la verde primavera; 

Sde tu garganta armónica traslada 

la tragedia a mi pluma, y la ribera 

te oirá poeta a ti cantar llorando, 

v Filomena a mí llorar cantando.